# Heteria flavibasis
Heteria flavibasis är en tvåvingeart som beskrevs av Malloch 1930. Heteria flavibasis ingår i släktet Heteria och familjen parasitflugor. Inga underarter finns listade i Catalogue of Life.